# Obadia
Obadia (Ovadya) (în ebraică: עובדיה - robul lui Yahve, robul lui Dumnezeu, probabil secolul al V-lea î.e.n) a fost al patrulea din cei 12 "profeți minori" evrei din Biblia ebraică (Tanah)  sau Vechiul Testament. I se atribuie Cartea Obadia sau Cartea lui Obadia, carte de profeții, cea mai mică dintre cele 24 cărți ale Bibliei ebraice sau din cărțile Vechiului Testament

## Numele
Înțelesul numelui Ovadya este „robul lui Dumnezeu” sau „sluga lui Dumnezeu”. În tradiția evreilor mai sunt nume cu aceeasi semnificație - de pildă Avdiel, la evreii italieni - numele de familie Servadio, în limba arabă - la musulmani și evrei - Abdallah, Obaidullah, iar la turci - Abdil.

## Biografie

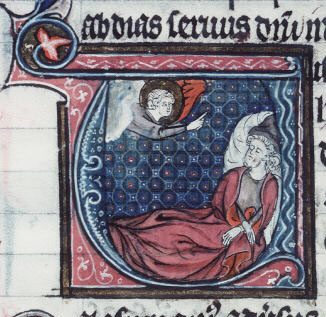
Un înger în numele lui Dumnezeu i se arată în vis lui Obadia. În Cartea lui Obadia ("Abdias", Bourges, sec. al XIII-lea

Nu există în Biblie informații despre identitatea și viața sa, nici despre locul și timpul nașterii și al morții sale.
Se presupune ca ar fi trăit după Exilul babilonian (586 î.e.n.).În Biblie sunt menționate încă 12 personaje numite Obadia.
Speculațiile cu privire la identificarea prorocului cu unul sau altul dintre acestea (majordomul regelui iudeu Ahab sau căpetenia din timpul regelui Ahazia) nu pot fi dovedite. 

### Tradiții iudaice despre identitatea și faptele sale
În literatura talmudică se afirma că ar fi fost membru al unei familii edomite convertite la iudaism . Unele surse iudaice susțin că ar fi fost urmașul lui Elifaz Temanitul, unul din prietenii lui Iov. Ar fi primit darul prorocirii tocmai datorită originii sale edomite, ca să rostească oracole grele contra Edomului și a urmașilor lui Esau, fratele patriarhului Iacob. 
Unele surse l-au identificat pe proroc cu acel Obadia care a slujit ca majordom al casei regelui Iudeei, Ahab
Acesta ar fi salvat o sută de proroci de mânia regelui Ahab și a reginei Izabela, ascunzându-i în două peșteri, și i-a ajutat cu hrană și băutură.  Fiind bogat, și-a secătuit avuția pentru a ajuta proroci nevoiași și a ajuns să ceară împrumut regelui Yehoram, fiul lui Ahab.
Tradiția a atribuit acelui Obadia o teamă de Dumnezeu mai mare decât cea a lui Avraam însuși, și a susținut că, dacă domnia păcătosului Ahab ar putea fi binecuvântată pentru ceva, aceasta ar fi datorită faptelor slujitorului său Obadia.

#### În cultul iudaic
În liturgia evreilor sefarzi și a unei părți din evreii așkenazi se citește Cartea lui Obadia ca "haftara" după citirea pericopei Vaishlakh

### În tradiția creștină
În Epitaful sfintei Paula, Sfântul Ieronim scrie că Obadia s-a născut în ținutul Tribului Efraim, în câmpul numit Betaharam și a murit în regiunea Samaria.Mormântul său in nordul Samariei ar fi fost vizitat de el și de Sfânta Paula. După Efrem Sirul
Prorocul Obadia  s-ar fi născut la Sihem (în ebraică Shkhem, azi Nablus pe teritoriul Autorității Naționale Palestinene) și ar fi fost contemporanul prorocilor Osea, Ioel, Amos și Isaia

#### În cultele creștine
Pentru creștini, prorocul Obadia este considerat sfânt.Culte ortodoxe și alte culte creștine, inclusiv catolice de rit bizantin, îl comemorează la 19 noiembrie după calendarul iulian , care corespunde datei de 2 decembrie din calendarul gregorian.  
Creștinii copți îl sărbătoresc la 15 al lunii Tovi, corespunzând  datei de 24/25 ianuarie din calendarul gregorian.
Bisericile siriacă și cele din Malankara (Kerala) (India) îl comemorează la 18 februarie, iar Biserica Apostolică Armeană - îl sărbătorește dimpreună cu ceilalți proroci minori - la 31 iulie.

### În tradiția islamică
Unii învățați musulmani identifică pe prorocul Dhu al-Kifl cu Obadia 

### Mormântul lui Obadia
Locul unde este îngropat prorocul Obadia este un subiect foarte controversat. Nu este amintit în Biblie și mai multe tradiții din secolul al XII-lea îl localizează diferit: 
- La Kfar Hittin

Petahia din Regensburg (1175) descrie locul ca fiind situat pe muntele din Kfar Hittin.
„Un vulcan foarte înalt, și pe vulcan e îngropat Ovadia prorocul, și departe  de el, Nitai Arbelitul la Arbel, ... si muntele este făcut cu trepte pe care te poți urca,  iar in mijlocul muntelui este îngropat Iosua fiul lui Nun, și lângă el, Kalev fiul lui Yefune”
  (trad.n) 
- La Baram, în Galileea Superioară

Shmuel Bar Shimon (în anul 1201) în cartea sa, Massa dePalestina (Călătorie în Palestina), povestește că mormântul lui Obadia se găsește în satul Baram.
„ Și am aflat în oraș... mormântul lui Obadia, acoperit cu o piatră de marmură, pe care stă scris: Acesta este mormântul lui Obadia prorocul, cel cu frică de Dumnezeu din tinerețe, și care a murit la 670 ani după Ieșirea din Egipt”
(trad.n)
În anul 2007 în cartea Locuri sfinte și morminte de tzadikim în Galileea s-a publicat o cercetare care susține că a localizat mormântul indicat pe parcursul mai multor generații de către pelerini.
Pelerinii indicau locul cu pricina lângă o sinagogă a prorocului, iar un jgheab indică unde, dedesubt, s-ar afla peștera funerară a prorocului, iar lângă ea, alte două peșteri, unde profetul i-ar fi ascuns pe cei o sută de proroci urmăriți de regina Izabela.
Locul venerat în zilele noastre, tot la Baram, la 100 m de satul antic Baram, este, însă, departe de sinagoga arătată, într-un loc unde nu e nicio peșteră.

- la Samaria

Cartea „Mevasseret Tzion” menționează mormântul lui Obadia ca fiind în Samaria.
„ Samaria  unde sunt îngropați mulți din regii Israelului, dar și mormintele prorocilor Elisei și Obadia”
- la Gahlaf

Rabinul Yehiel Halperin scrie în cartea sa „Seder Hadorot”, că prorocul Obadia este ingropat la Gahalif, fiind vorba probabil de localitatea Gush Halav. El însuși nu a fost călător sau pelerin, nici nu a vizitat vreodată Palestina, luându-și informațiile din surse externe.     
„De Obadia prorocul au spus înțelepții noștri (Hazal) că a trăit în timpul lui Ahab și Izabela, așa cum a scris Radak la începutul cărții Obadia. Obadia, cel care l-a slujit pe Prorocul Ilie, își are mormântul la Gahalaf”